# Hostess (film)
Pour les articles homonymes, voir Hostess.
Pour plus de détails, voir Fiche technique et Distribution.
Hostess (en français Hôtesse) est un film est-allemand réalisé par Rolf Römer sorti en 1976.

## Synopsis
L'hôtesse berlinoise Jette et le mécanicien automobile Johannes sont en couple depuis maintenant deux ans. Ils vivent ensemble dans le simple appartement mansardé de Johannes. Un matin, Johannes se rend compte qu'ils devraient tous les deux se marier, car tous les couples le font à un moment donné et ils paieraient moins d'impôts. Jette refuse : d'abord sa demande est trop désinvolte. Pendant tout le temps qu'ils ont passé ensemble, Johannes n'a jamais dit qu'il l'aimait ; il est également passé du statut de personne entreprenante et créative à celui de "mari" qui passe plus de temps devant la télévision et dans ses voitures qu'avec elle. Une dispute éclate et Jette fait sa valise et s'en va. Son premier itinéraire la mène chez son amie et collègue de travail Conny, avec qui elle a vécu dans un appartement partagé avant d'emménager avec Johannes. Elle resterait, mais le premier petit ami de Conny, Geerd, est là en congé annuel et elle craint qu'il ne la dérange. Elle emménage chez son frère Robert. Il est marié à sa femme Christa depuis huit ans et ils ont tous deux un fils.
En plus de travailler comme hôtesse dans la Fernsehturm de Berlin, Jette essaie de reprendre le contrôle de sa vie. Alors qu'elle veut récupérer ses dernières affaires dans l'appartement de Johannes, une vive dispute éclate dans laquelle Jette accuse son ex-petit ami de se faire corrompre au travail par ses clients qui ont besoin de pièces détachées rares pour leurs voitures. Lui, à son tour, l'accuse de ne pas savoir cuisiner. Ils se séparent de colère.
De retour chez Robert, ils célèbrent le huitième anniversaire de mariage. Robert ramène à la maison Peter, qui était le premier ami de Jette il y a des années. Tous les quatre se rendent dans un bar, où Christa remarque que le serveur semble connaître Robert. Il devient clair que Robert visite régulièrement ce bar avec ses intérêts amoureux secrets. Horrifiée, Jette quitte le bar avec Peter.
Le lendemain, au travail, elle rejette Geerd, l'ami de Conny, qui a le béguin pour elle. Elle ne veut pas remplacer Johannes et ne veut pas non plus trahir son amie. À son tour, elle se fait de plus en plus d'ennemis avec ses actions non conventionnelles et sa nature rebelle au travail. Elle décore discrètement le journal mural qu'elle crée régulièrement avec la représentation d'un derrière nu et la phrase « La vérité est concrète ». Une discussion n'apporte aucun résultat. Peu de temps après, Geerd rompt avec Conny et même la persuasion de Jette ne le fait pas changer d'avis. Contrairement à elle et à Johannes, dit Geerd, il n'y avait pas d'amour mutuel dans sa relation avec Conny. Cependant, comme Jette le découvre lors d'une visite spontanée née d'un désir soudain, Johannes a apparemment trouvé une remplaçante pour elle en la personne de sa collègue de travail Milena. Mais Johannes se rend vite compte que Milena ne le comprendra jamais aussi bien que Jette. De retour chez Robert, Jette constate que ce mariage peut aussi surmonter les crises : après la découverte de la liaison de Robert, il y a eu une discussion entre les époux et la bénédiction de la maison est à nouveau en suspens. Jette fond en larmes, d'autant plus que tout le monde lui dit qu'elle et Johannes formaient un couple idéal.
Jette se rend à un concert de Nina Hagen avec Peter. Elle passe alors la nuit avec lui, mais il ne peut pas non plus lui dire "je t'aime" le lendemain matin. Elle le quitte et se rend chez Conny, qui a depuis déménagé. Jette fait enfin ses valises et retourne voir Johannes. Il est au travail et elle profite du temps qui précède son retour pour réaménager complètement l'appartement qu'ils partagent désormais.

## Fiche technique
- Titre : Hostess
- Réalisation : Rolf Römer assisté de Maya Löffler et Hannelore Benndorf
- Scénario : Wolfgang Ebeling, Rolf Römer, Gisela Steineckert
- Musique : Franz Bartzsch (de)
- Direction artistique : Christoph Schneider
- Costumes : Helga Scherff
- Photographie : Siegfried Mogel
- Son : Edgar Nitzsche
- Montage : Monika Schindler
- Société de production : DEFA KAG "Johannisthal"
- Société de distribution : Progress Film-Verleih
- Pays de production :  Allemagne de l'Est
- Langue : allemand
- Format : Couleur - 1,66:1 - mono - 35 mm
- Genre : Romantique
- Durée : 99 minutes
- Dates de sortie :
  - Allemagne de l'Est : 13 février 1976.
  - Hongrie : 7 juillet 1977.
  - France : 26 octobre 1979[1].

## Distribution
- Annekathrin Bürger : Henriette "Jette" Wagner
- Jürgen Heinrich : Johannes Schröder
- Roswitha Marks (de) : Cornelia "Conny" Bach
- Bernd Stichler (de) : Geerd
- Manfred Karge (de) : Robert
- Angela Brunner (de) : Christa
- Rolf Römer : Peter
- Wolfgang Dehler (de) : Karl
- Ellen Butze : Uta
- Ilona Pathé : Milena
- Michael Gwisdek : Kutte
- Hertha Thiele : la mère
- Gertrud Brendler (de) : Tante Hete
- Marion van de Kamp (de) : Mme Sommer
- Gerhard Bienert : Heinrich, le retraité
- Fred Delmare : la connaissance de Kutte

## Production
Hostess est le deuxième et dernier long métrage réalisé par Rolf Römer, qui est également acteur dans le film. Certaines scènes sont tournées dans un appartement et son balcon au bord de la Spree, en face de la Fischerinsel au Wallstrasse 85 à Berlin-Mitte.
Le film est présenté le 12 février 1976 au Kosmos de Berlin. Le film connaît un succès auprès du public, il est un échec auprès des critiques. Il est le plus grand succès de la RDA en 1976 : Un million et demi de spectateurs en quelques semaines seulement.
Hostess est l'une des trois productions de la DEFA sorties en France dans les années 1970 et 1980. Le film sort en France le 26 octobre 1979 en même temps que Un banquet pour Achille, réalisé par Roland Gräf, sorti en RDA en 1975, ils font 56 et 148 entrées. Sabine Kleist, 7 ans, réalisé par Helmut Dziuba (de), sorti en 1982 et présenté en France le 4 février 1987, fait 14 000 entrées.
En octobre 1985, des instructions sont données pour révoquer complètement l'agrément de Hostess en RDA, les copies doivent être remises au recyclage. La raison est que Jürgen Heinrich, Veronika Fischer et Nina Hagen ont déménagé en République fédérale d'Allemagne. Hostess reste agréé pour l'exportation et l'utilisation à l'étranger.

## Bande originale
Des compositions de Franz Bartzsch (de), Rainer Böhm (de), Günther Fischer (de), du Stern-Combo Meißen (de) et de Wolfgang Amadeus Mozart peuvent être entendues dans le film. Les singles sont chantés par Veronika Fischer, Nina Hagen et Christiane Ufholz. Les morceaux sont enregistrés par le Stern Combo Meißen, Veronika Fischer & Band et le Günther Fischer Quintet. Les titres sont :
- Veronika Fischer & Stern-Combo Meißen: Tage gibt es
- Veronika Fischer: Guten Tag
- Veronika Fischer & Band: Halt an
- Nina Hagen & Stern-Combo Meißen: Zieh die Schuhe aus